# Рыжегорлая завирушка
Рыжегорлая завирушка (лат. Prunella rubeculoides) — вид мелких певчих птиц семейства завирушковых.
Вид распространён в горных регионах Афганистана, Пакистана, Индии, Бутана, Непала и Китая, как правило, на высоте от 3000 до 5500 м над уровнем моря.
Птица длиной 17 см. Голова и шея серые. Спина, крылья и хвост коричневые с тёмными полосками. Горло оранжевое. Брюхо бледно-коричневое.
Вид обитает в горах выше зоны лесов до границы снега. Зимой мигрирует ниже. Питается беспозвоночными и семенами. Сезон размножения длится с мая по август; за этот период может быть два выводка. Самец может спариваться с несколькими самками. Гнездо строит на земле под кустом или кочками. В кладке 4 сине-зелёных яйца.